# (2030) Belyaev
(2030) Belyaev ist ein Asteroid des Hauptgürtels. Er wurde am 8. Oktober 1969 von der russischen Astronomin Ljudmila Iwanowna Tschernych am Krim-Observatorium in Nautschnyj (IAU-Code 095) entdeckt.
Der Asteroid wurde nach dem sowjetischen Jagdflieger und Kosmonauten Pawel Iwanowitsch Beljajew (1925–1970) benannt, der 1965 die Raumkapsel Woschod 2 kommandierte als mit Alexei Leonow zum ersten Mal ein Mensch sein Raumschiff in der Erdumlaufbahn verließ.